# Ictidosuchus
Ictidosuchus és un gènere de sinàpsids extints de la família dels ictidosúquids. Visqué durant el Permià superior en allò que avui en dia és Sud-àfrica. Era un teriodont petit i carnívor. L'arc escapular era més semblant al de Rhopalodon que al de Dicynodon, mentre que el coracoide sí que era similar al d'aquest últim gènere. L'húmer i el fèmur eren molt mamiferoides. El peroné era la meitat de gruixut que la tíbia.